# Timken
Pour le musée situé à San Diego, voir Timken Museum of Art.
La ville américaine de Timken est située dans le comté de Rush, dans l’État du Kansas. Lors du recensement de 2010, sa population s’élevait à 76 habitants.

## Source
- (en) Cet article est partiellement ou en totalité issu de l’article de Wikipédia en anglais intitulé « Timken, Kansas » (voir la liste des auteurs).